# École Antoine de Saint-Exupéry de Kigali
L'École Antoine de Saint-Exupéry de Kigali (EFASE), també coneguda com a École Francophone Antoine de Saint-Exupéry és una escola privada al centre de Kigali, Ruanda. L'escola, amb una capacitat de 400 alumnes, té serveix des de llar d'infants (maternelle) fins a secundària (lycée).

## Història
L'escola fou creada en 1973. Fou clausurada de 1994 a 1998 degut al genocidi de Ruanda. En 2006, després del deteriorament de les relacions diplomàtiques amb França, el govern de Ruanda va ordenar tancar l'escola. Van donar un termini de 72 hores perquè l'escola acabés les operacions. L'escola va tancar el dilluns 27 de novembre de 2006. En 2009 França i Ruanda van reobrir llurs relacions diplomàtiques. En setembre de 2010 l'escola va tornar a obrir amb 200 estudiants. El director, Jean Nepomuscene Rushayigi, va dir aleshores que el 8' % dels alumnes eren de nacionalitat ruandesa.

## Currículum
L'escola utilitza un currículum francès, que també és reconegut pel govern de Ruanda. Les classes d'anglès són un requisit per als estudiants, i l'escola ensenya en ambdues llengües. L'any escolar comença el setembre i acaba el juliol. Els estudiants viatgen a Addis Ababa (Etiòpia) i Nairobi, Kenya a fer exàmens d'Advanced level.

## Campus
El campus inclou quinze classes, una cafeteria i un menjador, una sala de laboratori, una clínica, dues biblioteques, un laboratori digital, dos ordinadors de laboratori i instal·lacions esportives.